# Фу Шэн
Фу Шэн (кит. 苻生, пиньинь Fú Shēng, 335—357), изначальная фамилия Пу (蒲), взрослое имя Чаншэн (長生) — император государства Ранняя Цинь.

## Биография
Пу Шэн был сыном Пу Цзяня из племени ди, который во время его рождения служил вместе со своим отцом Пу Хуном императору государства Поздняя Чжао Ши Ху. В 349 году Пу Хун восстал и сменил клановую фамилию с «Пу» на «Фу». Вскоре после этого он был отравлен генералом Ма Цю, и на смертном одре поручил сыну захватить Гуаньчжун. Став наследником отца, Фу Цзянь встал во главе войск и убил Ма Цю. Зимой 350 года Фу Цзянь захватил Чанъань. Весной 351 года он провозгласил себя «небесным князем» государства Великая Цинь (大秦), тем самым официально порвав как с империей Цзинь, так и с Поздней Чжао; Фу Шэн при этом получил титул «Хуайнаньского гуна» (淮南公). В 352 году Фу Цзянь официально провозгласил себя императором.
В 354 году цзиньский генерал Хуань Вэнь предпринял скоординированное с Ранней Лян крупное наступление на Раннюю Цинь, и Фу Шэн был одним из генералов, которых Фу Цзянь поставил во главе войск, противостоящих Хуань Вэню. Хуань Вэнь смог дойти до Чанъаня, но Фу Цзянь применял тактику выжженной земли, цзиньские войска начали голодать, и были вынуждены повернуть обратно, так и не предприняв штурма циньской столицы. В сражениях Фу Шэн проявил личную силу и храбрость, убив многих врагов, но оказался не очень умелым как командир.
В 354 году умер наследник престола Фу Чан — старший брат Фу Шэна. До Фу Цзяня дошло пророчество, гласящее «три барана должны иметь пять глаз», а так как Фу Шэн был с детства слеп на один глаз, то Фу Цзянь решил, что в пророчестве речь идёт о нём, и назначил Фу Шэна новым наследником престола.
Летом 355 года Фу Цзянь заболел. Его племянник Фу Цин, решив, что тот уже умер, предпринял неожиданное нападение на дворец наследника Фу Шэна, рассчитывая убить его и сесть на престол самому. Фу Цзянь, несмотря на болезнь, лично показался нападающим и те, увидев его живым, запаниковали и бросили Фу Цина. Фу Цзянь казнил Фу Цина, а пять дней спустя скончался сам.
Взойдя на престол, Фу Шэн проявил себя как грубый и жестокий правитель. В следующие два года он казнил многих сподвижников своего отца, а сам погряз в пьянстве, почти не занимаясь государственными делами, или решая их в пьяном виде случайным образом. В 357 году он заподозрил своего двоюродного брата Фу Цзяня в намерении совершить государственный переворот, и решил убить его. Его приближённая сообщила об этом Фу Цзяню, и тот немедленно выступил против Фу Шэна со своими личными войсками. Императорская стража перешла на сторону Фу Цзяня, и тот сместил Фу Шэна, бывшего в тот момент как обычно пьяным, низвёл его в титуле до «Юэского Ли-вана» (越厲王) и казнил.